# Griffonia
Griffonia är ett släkte av ärtväxter. Griffonia ingår i familjen ärtväxter.
Kladogram enligt Catalogue of Life:
| Griffonia | \| \| Griffonia physocarpa \| \| \| \| \| \| Griffonia simplicifolia \| \| \| \| \| \| Griffonia speciosa \| \| \| \| \| \| Griffonia tessmannii \| \| \| \| |
|           | \| \| Griffonia physocarpa \| \| \| \| \| \| Griffonia simplicifolia \| \| \| \| \| \| Griffonia speciosa \| \| \| \| \| \| Griffonia tessmannii \| \| \| \| |
|           | Griffonia physocarpa |
|           | |
|           | Griffonia simplicifolia |
|           | |
|           | Griffonia speciosa |
|           | |
|           | Griffonia tessmannii |
|           | |